# 豊岡上天神社
豊岡上天神社（とよおかかみてんじんじゃ/とよおかかみてんじんしゃ）は、高知県南国市岡豊町常通寺島にある神社。式内社で、旧社格は郷社。
岡豊城のある岡豊山の西南麓に鎮座する。

## 祭神
祭神は次の1柱。
- 屋船豊宇気姫命

『土佐国式社考』では、社名「豊岡」と神名「豊宇気姫（豊宇賀能売）」の関連が指摘されている。

## 歴史

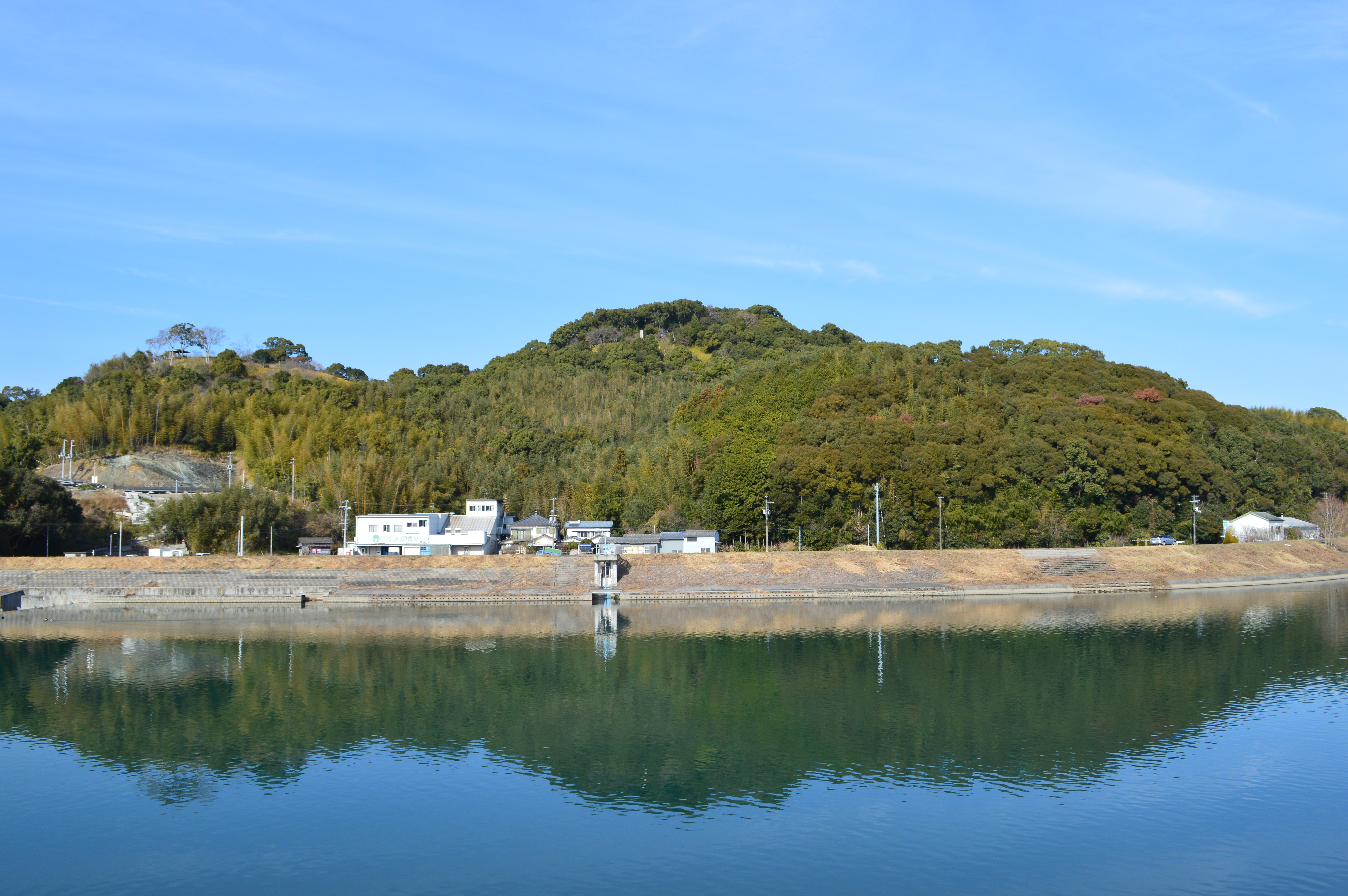
岡豊城のある岡豊山

由緒は不詳。当地の開拓にあたり農業神の豊宇気姫命（豊受姫命）を奉斎したことに始まるといわれる。元々は岡豊山の山上にあったが、岡豊城築城にあたり移されたとも伝わる。
延長5年（927年）成立の『延喜式』神名帳では土佐国長岡郡に「豊岡上天神社」と見え、これは当社に比定される。社名の「豊岡」に関しては地名「岡豊」の古称とする説や（『土佐物語』）、長岡郡の豊かな岡を意味するとする説、土佐国府に近いため「お国府（こふ）」に由来するとする説等があるが不詳。「天神」の由来についても諸説があり明らかではない。
その後は岡豊城を拠点とした長宗我部氏の崇敬を受けたものと推測されるが、史料が無く明らかではない。
明治5年（1872年）、近代社格制度において郷社に列した。

## 摂末社
- 若宮神社[1]